# Belisarius (genre)
Pour les articles homonymes, voir Belisarius.
Genre
Belisarius est un genre de scorpions de la famille des Belisariidae.

## Distribution
Les espèces de cette famille se rencontrent en Espagne et en France.

## Liste des espèces
Selon The Scorpion Files (11/04/2020) :
- Belisarius ibericus Lourenço, 2015
- Belisarius xambeui Simon, 1879

## Étymologie
Ce genre est nommé en référence au général Bélisaire, qui selon la légende était aveugle.

## Publication originale
- Simon, 1879 : Les Arachnides de France, Tome septième : les ordres des Chernetes, Scorpiones et Opiliones. Librairie encyclopédique de Roret, p. 1-332.